# Замок Фінлейтер
Замок Фінлейтер (англ. Findlater Castle) знаходиться в області Абердиншир в  Шотландії. Розташований на мальовничому урвищі на березі моря за півтора кілометра на північний захід від села Сенденд. Назва замку пов'язана з високим вмістом в породі скелі мінералів кварцу — слово походить від  норвезьких слів fyn і leitr, що означає білий стрімчак.

## Історія замку
Спочатку на місці замку знаходилася фортеця, збудована в XIII столітті королем Шотландії  Олександром III в оборонних цілях перед вторгненням короля  Норвегії Хокона IV. Перша згадка про фортецю в письмових джерелах припадає на 1246 р. Згодом вона була захоплена і зруйнована  вікінгами, а на її руїнах був побудований той Фінлейтер, руїни якого збереглися до наших днів. Імовірно другий замок був побудований кланом Сінклерів наприкінці XIV століття чи в середині XV століття, коли ці землі відійшли клану Огілві.
В 1546 році сер Олександр Огілві позбавив спадщини свого сина Джеймса і передав замок у власність сера Джона Гордона, сина 4-го графа Хантлі. Тоді Джеймс скористався зв'язками при дворі  Марії Стюарт, щоб силою королівської влади розв'язати питання зі спадщиною на свою користь. 1562 року граф Хантлі був звинувачений у зраді. Володіння його сім'ї підлягали конфіскації, і тому в тому ж році армія Марії Стюарт обложила Фінлейтер. Джон Гордон відмовився здаватися і відбив атаку, але врешті-решт був захоплений у полон і страчений у Абердині. Замок потім знову відійшов Огілві, але вже на початку XVII століття вони переїхали з Фінлейтера в міський будинок в Каллені.

## Ресурси Інтернету
- Фотографії замку на Flickr.com
- Findlater family site [Архівовано 12 жовтня 2013 у Wayback Machine.]
- Portsoy poets site

1. ↑  http://portal.historicenvironment.scot/designation/SM2846